# Cantón de Le Puy-en-Velay-Suroeste
El cantón de Le Puy-en-Velay-Suroeste fue una división administrativa francesa, que estaba situada en el departamento de Alto Loira y la región de Auvernia.

## Composición
El cantón estaba formado por una comuna más una fracción de la comuna que le dan su nombre:
- Le Puy-en-Velay (fracción)
- Vals-près-le-Puy

## Supresión del cantón de Le Puy-en-Velay-Suroeste
En aplicación del Decreto nº 2014-162 de 17 de febrero de 2014, el cantón de Le Puy-en-Velay-Suroeste fue suprimido el 22 de marzo de 2015 y sus 2 comunas pasaron a formar parte del nuevo cantón de Le Puy-en-Velay-1.